# Andrés Molteni
Andrés Molteni (Buenos Aires, 15 de marzo de 1988) es un tenista profesional argentino.

## Carrera
Su ranking individual más alto logrado en el ranking mundial ATP, fue el nº 181 el 9 de mayo de 2011, mientras que en dobles alcanzó el puesto nº 7 el 21 de agosto de 2023.
Hasta el momento ha obtenido 24 títulos de la categoría ATP Challenger Tour, uno de ellos en la modalidad individuales y los otros veintitrés en modalidad de dobles.

## Títulos ATP (18; 0+18)

### Dobles (18)
| Leyenda                   |
| Grand Slam (0)            |
| ATP World Tour Finals (0) |
| ATP Masters 1000 (1)      |
| ATP World Tour 500 (4)    |
| ATP World Tour 250 (13)   |

| N.º | Fecha                    | Torneo         | Superficie    | Pareja            | Oponentes en la final                  | Resultado              |
| --- | ------------------------ | -------------- | ------------- | ----------------- | -------------------------------------- | ---------------------- |
| 1.  | 7 de agosto de 2016      | Atlanta        | Dura          | Horacio Zeballos  | Johan Brunström Andreas Siljeström     | 7-6(2), 6-4            |
| 2.  | 27 de mayo de 2017       | Lyon           | Tierra batida | Adil Shamasdin    | Marcus Daniell Marcelo Demoliner       | 6-3, 3-6, [10-5]       |
| 3.  | 22 de julio de 2017      | Umag           | Tierra batida | Guillermo Durán   | Marin Draganja Tomislav Draganja       | 6-3, 6-7(4), [10-6]    |
| 4.  | 18 de febrero de 2018    | Buenos Aires   | Tierra batida | Horacio Zeballos  | Juan Sebastián Cabal Robert Farah      | 6-3, 5-7, [10-3]       |
| 5.  | 4 de agosto de 2018      | Kitzbühel      | Tierra batida | Roman Jebavý      | Daniele Bracciali Federico Delbonis    | 6-2, 6-4               |
| 6.  | 10 de febrero de 2019    | Córdoba        | Tierra batida | Roman Jebavý      | Máximo González Horacio Zeballos       | 6-4, 7-6(4)            |
| 7.  | 26 de septiembre de 2021 | Astaná         | Dura (i)      | Santiago González | Jonathan Erlich Andrei Vasilevski      | 6-1, 6-2               |
| 8.  | 13 de noviembre de 2021  | Estocolmo      | Dura (i)      | Santiago González | Aisam-ul-Haq Qureshi Jean-Julien Rojer | 6-2, 6-2               |
| 9.  | 6 de febrero de 2022     | Córdoba        | Tierra batida | Santiago González | Andrej Martin Tristan-Samuel Weissborn | 7-5, 6-3               |
| 10. | 13 de febrero de 2022    | Buenos Aires   | Tierra batida | Santiago González | Fabio Fognini Horacio Zeballos         | 6-1, 6-1               |
| 11. | 16 de octubre de 2022    | Gijón          | Dura (i)      | Máximo González   | Nathaniel Lammons Jackson Withrow      | 6-7(6), 7-6(4), [10-5] |
| 12. | 12 de febrero de 2023    | Córdoba        | Tierra batida | Máximo González   | Sadio Doumbia Fabien Reboul            | 6-4, 6-4               |
| 13. | 25 de febrero de 2023    | Río de Janeiro | Tierra batida | Máximo González   | Juan Sebastián Cabal Marcelo Melo      | 6-1, 7-6(3)            |
| 14. | 23 de abril de 2023      | Barcelona      | Tierra batida | Máximo González   | Wesley Koolhof Neal Skupski            | 6-3, 6-7(8), [10-4]    |
| 15. | 6 de agosto de 2023      | Washington     | Dura          | Máximo González   | Mackenzie McDonald Ben Shelton         | 6-7(4), 6-2, [10-6]    |
| 16. | 20 de agosto de 2023     | Cincinnati     | Dura          | Máximo González   | Jamie Murray Michael Venus             | 3-6, 6-1, [11-9]       |
| 17. | 11 de febrero de 2024    | Córdoba        | Tierra batida | Máximo González   | Sadio Doumbia Fabien Reboul            | 6-4, 6-1               |
| 18. | 21 de abril de 2024      | Barcelona      | Tierra batida | Máximo González   | Hugo Nys Jan Zieliński                 | 4-6, 6-4, [11-9]       |

#### Finalista (10)
| N.º | Fecha                 | Torneo   | Superficie    | Pareja            | Oponentes en la final                 | Resultado           |
| --- | --------------------- | -------- | ------------- | ----------------- | ------------------------------------- | ------------------- |
| 1.  | 1 de mayo de 2016     | Estambul | Tierra batida | Diego Schwartzman | Flavio Cipolla Dudi Sela              | 3-6, 7-5, [7-10]    |
| 2.  | 29 de abril de 2018   | Budapest | Tierra batida | Matwé Middelkoop  | Dominic Inglot Franko Škugor          | 7-6(8), 1-6, [8-10] |
| 3.  | 19 de octubre de 2019 | Moscú    | Dura (i)      | Simone Bolelli    | Marcelo Demoliner Matwé Middelkoop    | 1-6, 2-6            |
| 4.  | 9 de febrero de 2020  | Córdoba  | Tierra batida | Leonardo Mayer    | Marcelo Demoliner Matwé Middelkoop    | 3-6, 6-7(4)         |
| 5.  | 10 de abril de 2021   | Cagliari | Tierra batida | Simone Bolelli    | Lorenzo Sonego Andrea Vavassori       | 3-6, 4-6            |
| 6.  | 2 de octubre de 2022  | Tel Aviv | Dura (i)      | Santiago González | Rohan Bopanna Matwé Middelkoop        | 2-6, 4-6            |
| 7.  | 30 de octubre de 2022 | Viena    | Dura (i)      | Santiago González | Alexander Erler Lucas Miedler         | 3-6, 6-7(1)         |
| 8.  | 13 de octubre de 2024 | Shanghái | Dura          | Máximo González   | Wesley Koolhof Nikola Mektić          | 4-6, 4-6            |
| 9.  | 1 de marzo de 2025    | Santiago | Tierra batida | Máximo González   | Nicolás Barrientos Rithvik Bollipalli | 3-6, 2-6            |
| 10. | 24 de mayo de 2025    | Hamburgo | Tierra batida | Fernando Romboli  | Simone Bolelli Andrea Vavassori       | 4-6, 0-6            |

## Challenger (24; 1+23)

### Individuales (1)
| N.º | Fecha      | Torneo                | Superficie | Oponente en la final | Resultado |
| --- | ---------- | --------------------- | ---------- | -------------------- | --------- |
| 1.  | 02.08.2011 | Challenger de Salinas | Dura       | Horacio Zeballos     | 7-5, 7-64 |

### Dobles (23)
| N.º | Fecha      | Torneo                         | Superficie | Compañero               | Oponentes en la final                     | Resultado          |
| --- | ---------- | ------------------------------ | ---------- | ----------------------- | ----------------------------------------- | ------------------ |
| 1.  | 06.08.2011 | Challenger de Trani            | Tierra     | Jorge Aguilar           | Giulio di Meo Stefano Ianni               | 6-4, 6-4           |
| 2.  | 22.04.2012 | Challenger de Santos (1)       | Tierra     | Marco Trungelliti       | Rogério Dutra da Silva Júlio Silva        | 6-4, 6-3           |
| 3.  | 16.01.2013 | Challenger de Lima             | Tierra     | Fernando Romboli        | Marcelo Demoliner Sergio Galdós           | 6-4, 6-4           |
| 4.  | 26.04.2014 | Challenger de Santos (2)       | Tierra     | Máximo González         | Guillermo Durán Renzo Olivo               | 7-5, 6-4           |
| 5.  | 28.06.2014 | Challenger de Padova           | Tierra     | Roberto Maytín          | Guillermo Durán Máximo González           | 6-2, 3-6, [10-8]   |
| 6.  | 31.01.2015 | Challenger de Bucaramanga      | Tierra     | Guillermo Durán         | Nicolás Barrientos Eduardo Struvay        | 7-5, 86-7, [10-0]  |
| 7.  | 14.03.2015 | Challenger de Santiago         | Tierra     | Guido Pella             | Andrea Collarini Máximo González          | 7-67, 3-6, [10-4]  |
| 8.  | 15.06.2015 | Challenger de Perugia (1)      | Tierra     | Andrea Collarini        | James Cerretani Costin Paval              | 6-3, 7-5           |
| 9.  | 21.09.2015 | Challenger de Campinas         | Tierra     | Hans Podlipnik Castillo | Guilherme Clezar Fabricio Neis            | 3-6, 6-2, [10-0]   |
| 10. | 28.09.2015 | Challenger de Pereira          | Tierra     | Fernando Romboli        | Marcelo Arévalo Juan Sebastián Gómez      | 6-4, 7-612         |
| 11. | 02.11.2015 | Challenger de Guayaquil        | Tierra     | Guillermo Durán         | Gastão Elias Fabricio Neis                | 6-3, 6-4           |
| 12. | 06.06.2016 | Challenger de Caltanissetta    | Tierra     | Guido Andreozzi         | Marcelo Arévalo Miguel Ángel Reyes Varela | 6-1, 6-2           |
| 13. | 13.06.2016 | Challenger de Perugia (2)      | Tierra     | Rogerio Dutra Silva     | Nicolás Barrientos Fabricio Neis          | 7-5, 6-3           |
| 14. | 14.11.2016 | Challenger de Montevideo (1)   | Tierra     | Diego Schwartzman       | Fabiano De Paula Christian Garín          | w/o                |
| 15. | 13.03.2017 | Challenger de Buenos Aires (1) | Dura       | Máximo González         | Guido Andreozzi Guillermo Durán           | 6-1, 66-7, [10-5]  |
| 16. | 05.06.2017 | Challenger de Prostejov        | Tierra     | Guillermo Durán         | Roman Jebavý Hans Podlipnik Castillo      | 7-65, 56-7, [10-6] |
| 17. | 25.09.2017 | Challenger de Orleans          | Dura       | Guillermo Durán         | Jonathan Eysseric Tristan Lamasine        | 6-3, 46-7, [13-11] |
| 18. | 09.09.2019 | Challenger de Szczecin (1)     | Tierra     | Guido Andreozzi         | Matwe Middelkoop Hans Podlipnik Castillo  | 6-4, 6-3           |
| 19. | 23.09.2019 | Challenger de Buenos Aires (2) | Tierra     | Guido Andreozzi         | Hugo Dellien Federico Zeballos            | 36-7, 6-2, [10-1]  |
| 20. | 04.11.2019 | Challenger de Montevideo (2)   | Tierra     | Facundo Bagnis          | Orlando Luz Rafael Matos                  | 6-4, 5-7, [12-10]  |
| 21. | 07.09.2020 | Challenger de Aix-en-Provence  | Tierra     | Hugo Nys                | Ariel Behar Gonzalo Escobar               | 6-4, 7-64          |
| 22. | 12.04.2021 | Challenger de Belgrado         | Tierra     | Guillermo Durán         | Tomislav Brkić Nikola Čačić               | 6-4, 6-4           |
| 23. | 13.09.2021 | Challenger de Szczecin (2)     | Tierra     | Santiago González       | Andre Goransson Nathaniel Lammons         | 2-6, 6-2, [15-13]  |